# Oliver (Georgia)
Oliver es una ciudad ubicada en el condado de Screven en el estado estadounidense de Georgia. En el año 2000 tenía una población de 253 habitantes.

## Geografía
Oliver se encuentra ubicada en las coordenadas 32°31′20″N 81°31′57″O / 32.52222, -81.53250 (32.522176, -81.532458).
Según la Oficina del Censo, la localidad tiene un área total de 2,4 km² (0,9 mi²), de la cual 2,4 km² (0,9 mi²) es tierra y 0 km² (0 mi²) (0.00%) es agua.

## Demografía
Según la Oficina del Censo en 2000 los ingresos medios por hogar en la localidad eran de $25,893, y los ingresos medios por familia eran $32,500. Los hombres tenían unos ingresos medios de $27,321 frente a los $17,031 para las mujeres. La renta per cápita para la localidad era de $12,378. 